# Isabelle Aubret
Isabelle Aubret (n. 27 iulie 1938, Marquette, Nord-Pas-de-Calais, Franța) este o cântăreață franceză care a câștigat concursul muzical Eurovision 1962 cu piesa Un premier amour (O primă iubire).

## Discografie parțială

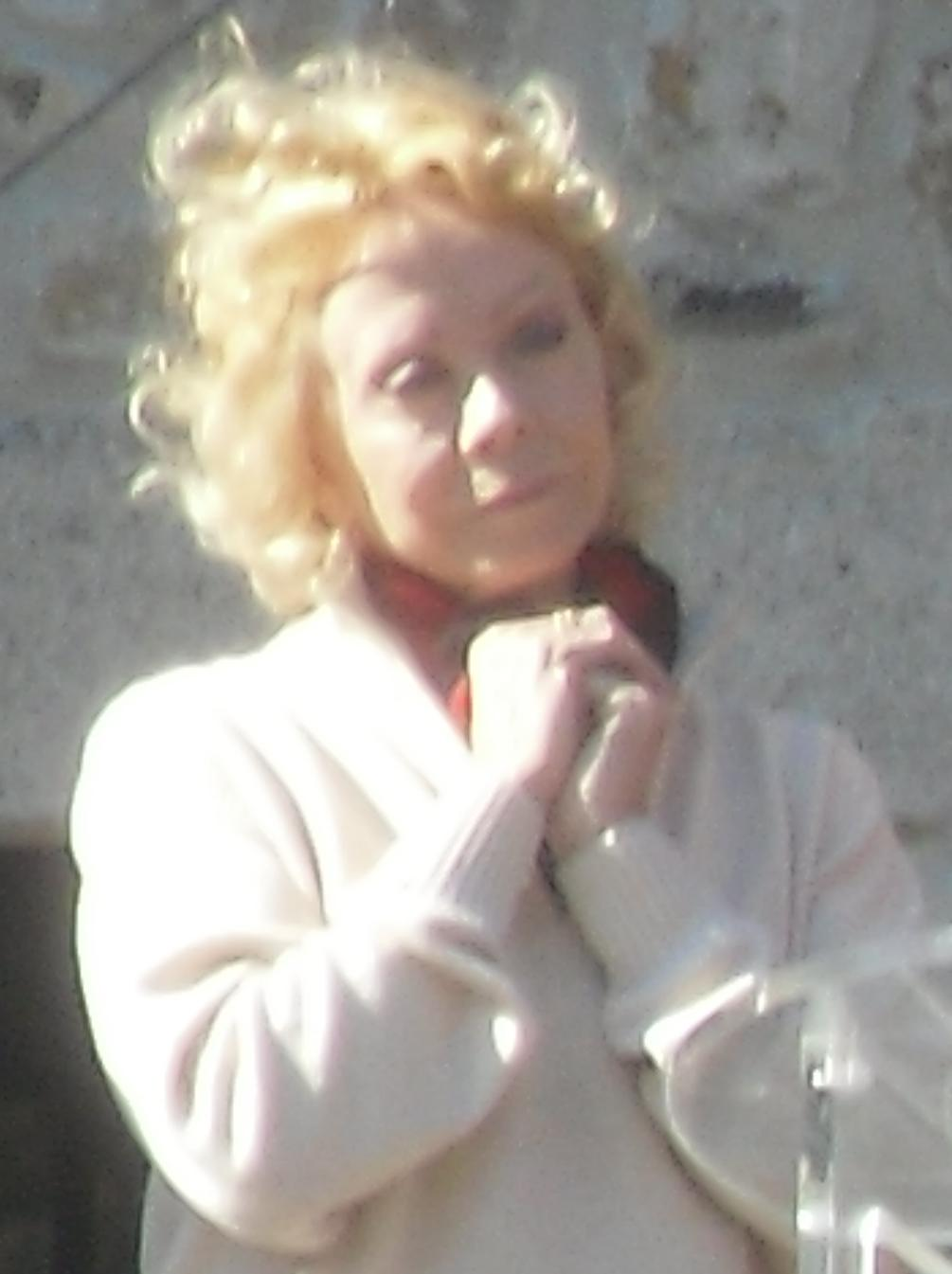
Isabelle Aubret la 16 martie 2010 la Antraigues-sur-Volane.